# Зоран Павловић (фудбалер)
Зоран Павловић (Тузла, 27. јун 1976) је бивши словеначки професионални фудбалер који је играо на позицији везног играча. Представљао је своју земљу на два велика турнира за која су се квалификовали, Европском првенству 2000. и Светском првенству 2002.

## Играчка каријера

### Клубови
Павловић је рођен у Тузли, међутим његова породица се доселила у Велење још док је он био млад. Каријеру је започео у Рудару Велење, први пут наступивши у словеначкој Првој лиги током сезоне 1994–95. Касније је играо у загребачком Динаму, Аустрији из Беча, Ворсклу из Полтаве, Олимпијом, Нафтом Лендава и Интерблоком. У сезони 2008/09 играо је за Марибор и био је капитен тима. Након низа лоших резултата и спора са навијачима, напустио је клуб у октобру 2009. године. Касније је потписао комбиновани уговор играч-спортски директор са Дравом из Птуја. Напустио је клуб у априлу 2010. године, наводно због сукоба око смене менаџера Милка Ђуровског којег је само неколико месеци раније довео у клуб. У јануару 2012. потписао је уговор као играч за штајерски аматерски тим СВ Шванберг.

### Репрезентација
Павловић је одиграо 21 утакмицу за репрезентацију Словеније и био је учесник Еура 2000. и Светског првенства 2002. године. Његов последњи међународни меч био је пријатељски меч против Туниса у априлу 2002. године.

## Успеси

### Играчки
Рудар Велење
- Куп Словеније: првак 1997–98.

Динамо Загреб
- Прва лига Хрватске у фудбалу: шампион 1999–00.
- Куп Хрватске у фудбалу: 2001.

Марибор
- Прва лига Словеније у фудбалу: шампион 2008–09.
- Суперкуп Словеније у фудбалу: победник 2009.